# Baliangao

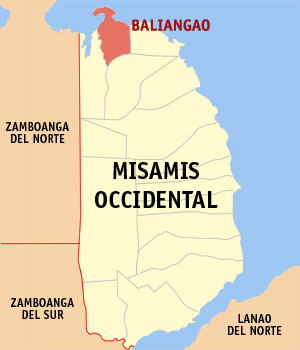
Bản đồ Misamis Occidental với vị trí của Baliangao

Baliangao là một đô thị hạng 5 ở tỉnh Misamis Occidental, Philippines. Theo điều tra dân số năm 2000 của Philipin, đô thị này có dân số 14.552 người trong 3.255 hộ.

## Các đơn vị hành chính
Baliangao được chia ra 15 barangay.
- Del Pilar
- Landing
- Lumipac
- Lusot
- Mabini
- Magsaysay
- Misom
- Mitacas
- Naburos
- Northern Poblacion
- Punta Miray
- Punta Sulong
- Sinian
- Southern Poblacion
- Tugas